# Coluber sinai
Coluber sinai là một loài rắn trong họ Rắn nước. Loài này được Schmidt & Marx mô tả khoa học đầu tiên năm 1956.